# Lucapina
Lucapina là một chi ốc biển, là động vật thân mềm chân bụng sống ở biển trong họ Fissurellidae.

## Các loài
Các loài trong chi Lucapina gồm có:
- Lucapina adspersa (Philippi, 1845)[2]
- Lucapina aegis (Reeve, 1850)[3]
- Lucapina elisae Costa & Simone, 2006[4]
- Lucapina eolis Pérez Farfante, 1945[5]
- Lucapina limatula Reeve, 1850[6]
- Lucapina philippiana (Finlay, 1930)[7]
- Lucapina sowerbii (Sowerby I, 1835)[8]
- Lucapina suffusa (Reeve, 1850)[9]

## Hình ảnh

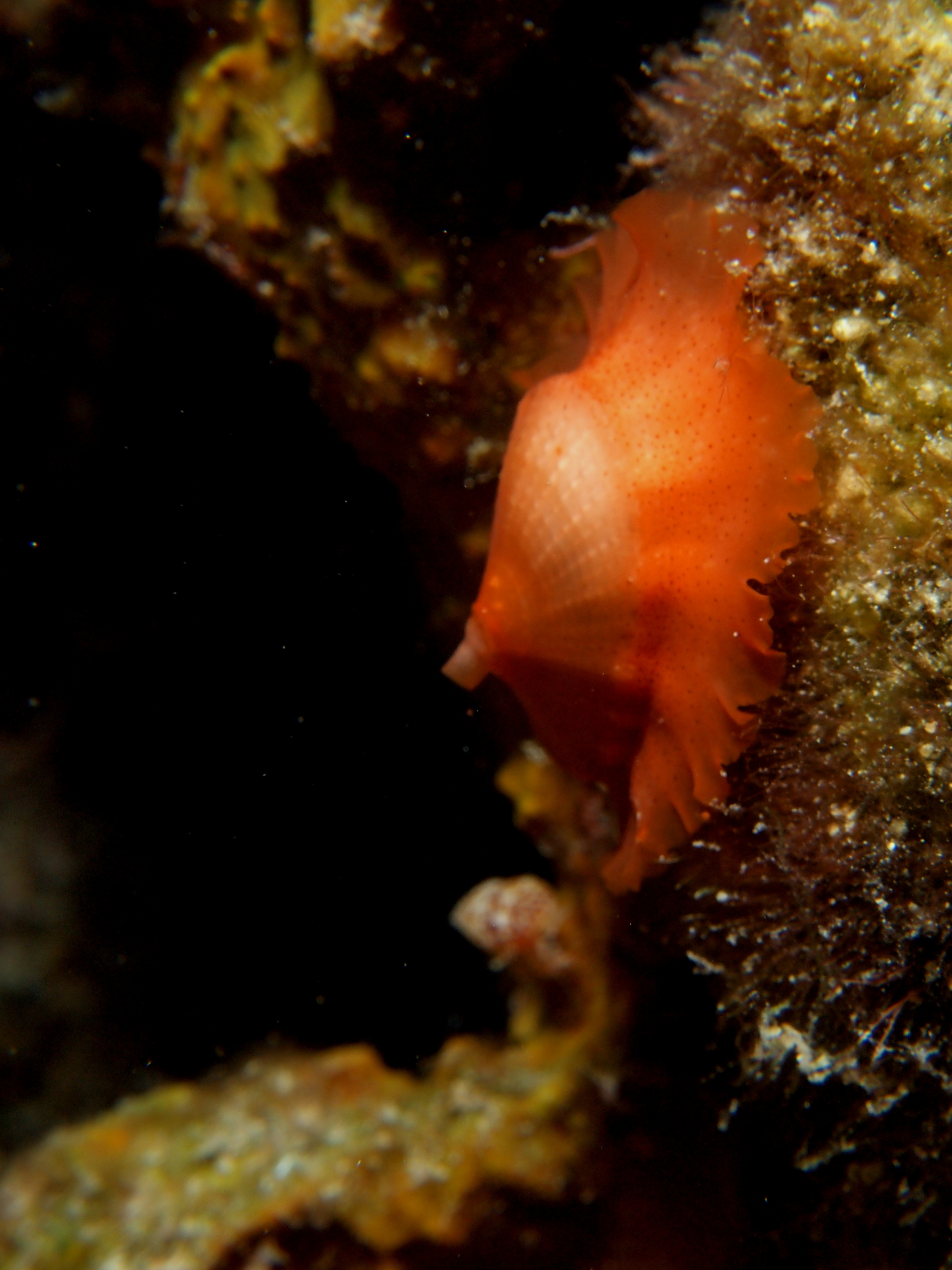
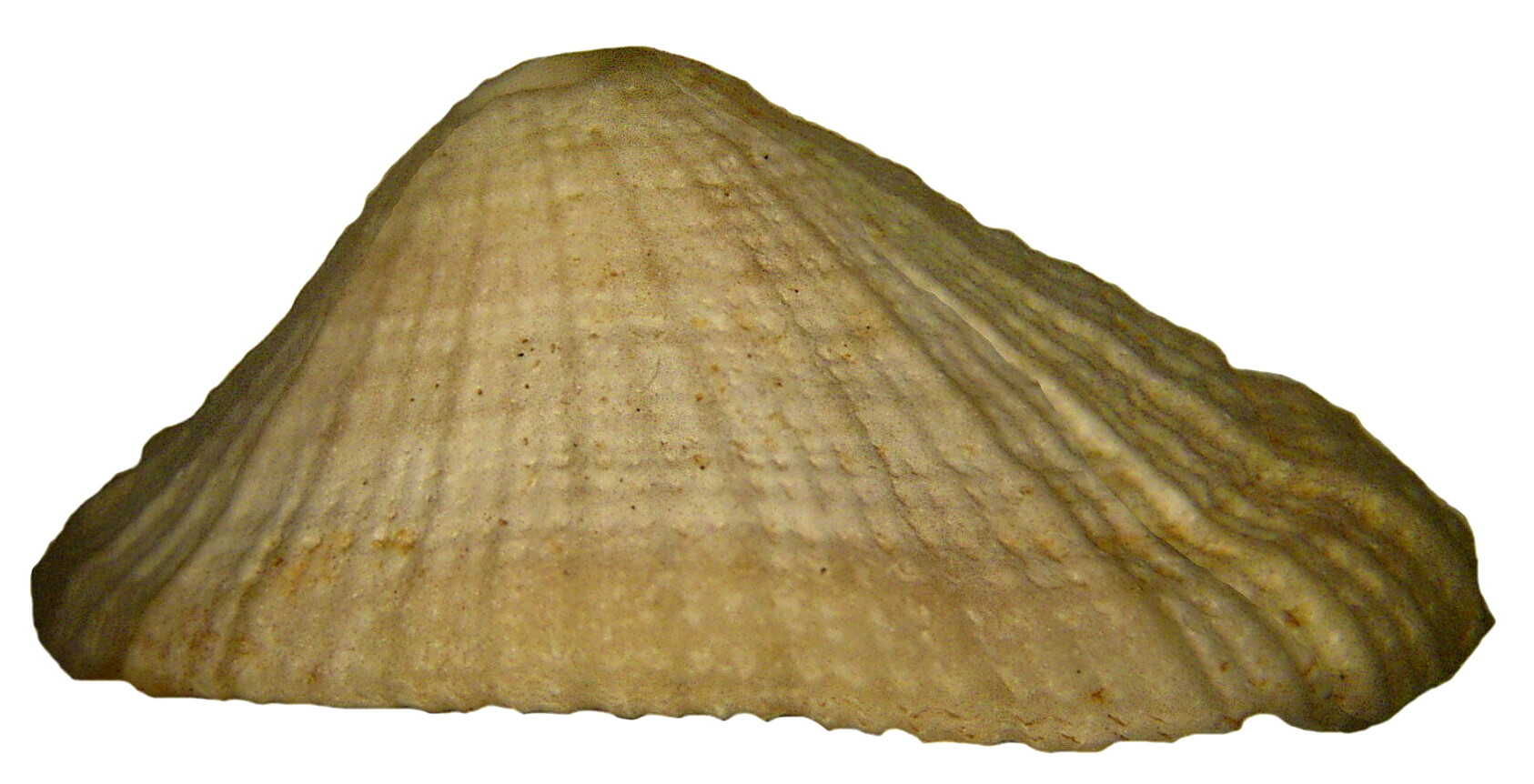
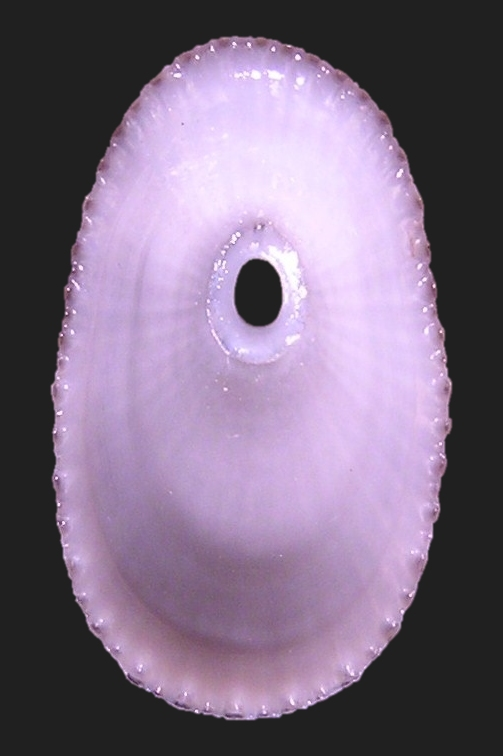